# Betula caerulea
Betula caerulea là một loài thực vật có hoa trong họ Betulaceae. Loài này được Blanch. mô tả khoa học đầu tiên năm 1904.